# Esch-sur-Sûre
Esch-sur-Sûre é uma comuna do Luxemburgo, pertence ao distrito de Diekirch e ao cantão de Wiltz.

## Demografia
Dados do censo de 15 de fevereiro de 2001:
- população total: 314
  - homens: 156
  - mulheres: 158
- densidade: 46,45 hab./km²
- distribuição por nacionalidade:

| Nacionalidade  | População | %      |
| -------------- | --------- | ------ |
| luxemburgueses | 187       | 59,55% |
| estrangeiros   | 127       | 40,45% |
| - portugueses  | 22        | 7,01%  |
| - franceses    | 4         | 1,27%  |
| - italianos    |           | 0,00%  |
| - belgas       | 27        | 8,60%  |
| - alemães      | 4         | 1,27%  |
| - iuguslavos   | 55        | 17,52% |
| - outros       | 15        | 4,78%  |

- Crescimento populacional:

| Ano        | População |
| ---------- | --------- |
| 15/02/2001 | 314       |
| 01/01/2002 | 331       |
| 01/01/2003 | 303       |
| 01/01/2004 | 308       |
| 01/01/2005 | 301       |
| 01/01/2021 | 405       |